# Жить, чтобы жить (альбом)
«Жить, что́бы жить...» — второй студийный альбом российской пауэр-метал группы «Колизей», который вышел на лейбле Metalism Records 4 октября 2013 года.

## Об альбоме
В данный альбом вошла песня «Неоновый цветок» с сингла 2011 года «Неоновый цветок», а также песня «Миру нужен ты» с сингла 2010 года «Имя твоё».

## Список композиций
| №                   | Название                   | Текст песни                      | Музыка                         | Длительность |
| ------------------- | -------------------------- | -------------------------------- | ------------------------------ | ------------ |
| 1.                  | «Жить, чтобы жить (Интро)» | —                                | Алексей Колюхов                | 1:21         |
| 2.                  | «Вечный изгой»             | Роман Валерьев                   | Роман Валерьев                 | 5:43         |
| 3.                  | «Рыцарь ордена иллюзий»    | Маргарита Самонкина              | Роман Валерьев                 | 5:14         |
| 4.                  | «Миру нужен ты»            | Ольга Ковалевская                | Роман Валерьев                 | 3:53         |
| 5.                  | «Неоновый цветок»          | Ольга Ковалевская                | Алексей Колюхов/Роман Валерьев | 4:32         |
| 6.                  | «Не могу»                  | Ольга Ковалевская                | Роман Валерьев                 | 4:46         |
| 7.                  | «Ночь»                     | Ольга Ковалевская/Роман Валерьев | Роман Валерьев                 | 5:20         |
| 8.                  | «За тобой»                 | Маргарита Самонкина              | Роман Валерьев                 | 6:00         |
| 9.                  | «Выдержи»                  | Ольга Ковалевская                | Алексей Колюхов                | 3:26         |
| 10.                 | «Легко предать»            | Ольга Ковалевская                | Василий Горшков                | 4:28         |
| 11.                 | «Ничто не длится вечно»    | Михаил Крайнов                   | Михаил Крайнов                 | 3:51         |
| Общая длительность: | Общая длительность:        | Общая длительность:              | Общая длительность:            | 48:34        |

## Участники записи

### Основной состав
- Дмитрий Скиданенко — вокал, клавишные
- Роман Валерьев — гитара, клавишные
- Алексей Колюхов — бас-гитара
- Василий Горшков — ударные, вокал

### Приглашённые участники
- Евгений Егоров — вокализы
- Павел Черняев — бэк-вокал
- Анна Романова — бэк-вокал
- Александр Тавризян — клавишные
- Дмитрий Смирнов — клавишные
- Расул Салимов — клавишные
- Игорь Саркисьян — гитара
- Макс Перепелкин — гитара
- Андрей Смирнов — гитара
- Поручиков Александр — ударные

Другое
- Записано на студии группы Колизей.
- Звукорежиссёр — Роман Валерьев
- Сведение и мастеринг — Игорь Королев (KIV Records, Dreamport)